# Rejon kużenierski
Rejon kużenierski (ros. Куженерский район) – rejon w należącej do Rosji nadwołżańskiej republice Mari El.
Rejon leży w środkowej części republiki i ma powierzchnię 820 km². 1 stycznia 2006 r. na jego obszarze żyło 16.255 osób. 36% populacji stanowi ludność wiejska.
Gęstość zaludnienia w rejonie wynosi 19,8 os./km²
Ośrodkiem administracyjnym rejonu jest osiedle typu miejskiego Kużenier, liczące 5.854 mieszkańców (2005 r.). Pozostałe ośrodki osadnicze w rejonie mają charakter wiejski.